# Faubourg Maché

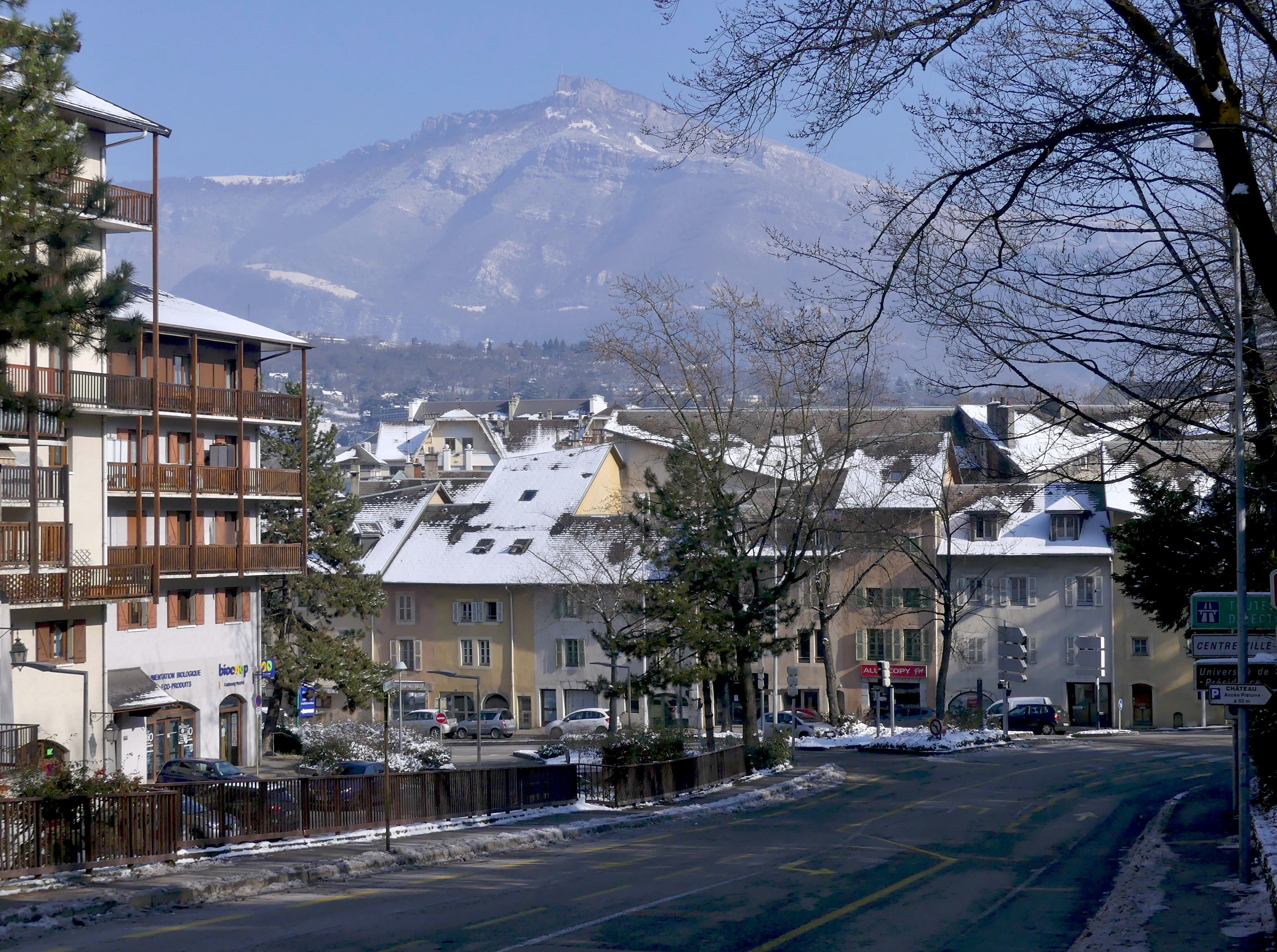
Bas de la jonction entre le faubourg Maché et l'avenue des Bernardines, en février 2021.

Le faubourg Maché est une voie de la commune de Chambéry dans le département de la Savoie, en France.

## Situation et accès
Cette longue voie, qui empiète sur un versant sud de la colline de Montjay, constituait la rue centrale de l'ancien village de Maché, majoritairement détruit, et un point de départ vers Lyon de l'ancien réseau routier de la Savoie. Aujourd'hui, elle délimite :
- sur sa partie basse, le centre-ville de Chambéry du château des ducs de Savoie (aujourd'hui composante de la préfecture de Savoie) ;
- sur sa partie montante, l'hôpital de Chambéry du quartier du Covet, et de l'Établissement français du sang ;
- sur le début de sa partie haute, des restes de l'ancien quartier de Maché du quartier pavillonnaire du Montjay, avec un espace de stationnement giratoire ;
- sur la fin de sa partie haute, elle traverse une partie du quartier de la Favorite et le sépare d'autres composantes du centre hospitalier, dont l'Institut de formation en soins infirmiers de Chambéry, derrière lequel se trouve le pavillon de médecine nucléaire Saint-Hélène.

Longue d'environ un kilomètre, la voie débute à la jonction entre la rue Sainte-Barbe et la rue Jean-Pierre-Veyrat du centre-ville, et se termine au niveau du carrefour de la Favorite, qui opère sa jonction avec l'avenue de Lyon (ex-RN 6) ainsi qu'une jonction proche avec l'avenue Georges-Clémenceau du Biollay, et le chemin des Vieux-Capucins qui marque la limite actuelle entre le Biollay et le quartier de la Favorite. Elle dispose d'une voie de desserte parallèle à la chaussée principale au niveau de quartier du Covet.
La voie utilise la numérotation métrique, comme la majorité des voies dans le centre de Chambéry.
Elle est également traversée par un parking à hauteur de ce qui devient la place du Docteur-François-Chiron, autour duquel la circulation automobile s'effectue de manière giratoire. Elle se raccorde en outre aux rues Charles-et-Patrice-Buet, Pierre-et-Marie-Curie qui desservent les quartiers de la Favorite et du Montjay, au chemin du Biollay, à l'avenue des Bernardines, à la place Saint-Pierre-de-Maché ou encore à la montée du Covet, constituée d'un escalier.
Transports
La voie est desservie par les lignes « Chrono » A, C et D du réseau Synchro Bus de Chambéry. Toutes ces lignes desservent l'arrêt Château des Ducs situé sur la partie basse de la voie, à la jonction avec la rue Jean-Pierre-Veyrat du centre-ville. La ligne C repart ensuite sur la direction opposée de l'avenue de Lyon (ex-RN 6 avant déviation), tandis que les lignes A et D continuent vers l'ouest pour desservir l'arrêt Hôpital Chambéry situé sur la partie montante et Buet situé sur la partie haute du faubourg, à la jonction avec le quartier de la Favorite.
Le trafic automobile, lui, tend à se déporter sur l'avenue de Lyon qui est un axe de transit plus important, longeant tout le centre-ville par le sud et conduisant vers la partie de l'actuelle D 1006 (ex-RN 6 avant déclassement) située dans la trouée des Marches, à l'est de l'agglomération, alors que le faubourg Maché permet la desserte de l'hôpital.
Une extrémité du faubourg était longée par les différents systèmes de transports des ciments Chiron qui ont laissé place au métro de Montagnole.

## Historique
Au Moyen Âge, le faubourg est un lieu de passage important de la route entre Lyon et l'Italie. Il est longé d'hôtelleries, bars, maisons de passe, fréquentés en masse par pèlerins, militaires ou voyageurs de passage. Ce lieu de transit, enclavé, est coupé du centre-ville par un rempart, et ses habitants sont décrits comme rebelles et indépendants. 
Le quartier prospère jusqu'au XVIIe siècle, lors de la construction de la route de Lyon, qui détourne les voyageurs de passage. Le faubourg Montmélian s'enrichit alors, au détriment du faubourg Maché.
Le haut Maché est presque aristocratique, et regroupe des petits commerces, alors que le bas connaît une réputation de quartier très populaire. L'appauvrissement du faubourg entraîne des incendies en 1702 et 1763, des épidémies de peste et de choléra qui font ravages à cause de la topologie. Construit sur un marécage, le bas Maché voit un abattoir et des tanneries s'installer au bord de l'Albanne. Tout est déversé dans la rivière, et en 1897, 120 morts proviennent de Maché sur les 134 que comptent Chambéry.
Dès les années 1900, la rénovation du quartier par sa démolition-reconstruction est envisagée. Il est initialement prévu que le quartier HBM de Bellevue construit dès les années 1930 en récupère une partie de la population. Le programme de démolition du bas Maché survient en 1961. Lors de la guerre d'Algérie, la « forte concentration de population maghrébine » fait disposer au FLN d'une « mainmise sur cette cité ».
Dans les années 1970, le programme de rénovation continue, le quartier de logement collectif de la Favorite est construit entre 1968 et 1973. Le couvent des Bernardines de Chambéry, sur le bas du faubourg, est détruit en 1970, toujours dans la continuité du programme de rénovation.
La reconstruction de l'hôpital de Chambéry, en partie à côté de l'ancien, entraîne la destruction de quelques maisons supplémentaires du haut Maché, au début des années 2010.

### Traditions
D'un esprit plutôt libertaire et laïque, le quartier du XIXe siècle marque parfois un attachement à l'Église : ils repoussent les « Voraces » lors de leur arrivée dans la ville en 1848, alors que ceux-ci souhaitaient proclamer la République, criant même un « Vive le roi ». Ces mêmes habitants se lèvent contre le fonctionnaire chargé d'effectuer le recensement des églises de Chambéry à la suite de la loi de séparation des Églises et de l'État de 1905.
À la même époque, le 14 février, une tradition consiste à « confectionner un char avec une femme à demi nue qu’ils poussaient jusqu’à Bissy avant de festoyer à travers diverses orgies ». En 1921, « on proclama la République libre et indépendante de Maché, comme le fit Montmartre à Paris. Ils firent élire une reine pour un an, un folklore qui tint jusque dans les années 50 ».

## Bâtiments remarquables et lieux de mémoire
- Le couvent des Bernardines de Chambéry, détruit dans les années 1970 lors de la rénovation du quartier.
- Le pavillon de médecine nucléaire Saint-Hélène.
- L'église Saint-Pierre de Maché.
- La villa Saïgonnaise.
- La croix des Brigands  Inscrit MH (1942).